# Madeul (metropolitana di Seul)
Madeul (마들역 - 麻들驛, Madeul-yeok ) è una stazione della metropolitana di Seul servita dalla linea 7 della metropolitana di Seul. Si trova nel quartiere di Nowon-gu, a nord-est rispetto al centro della città.

## Linee
● Linea 7 (Codice: 712)

## Struttura
La stazione è sotterranea, e possiede un marciapiede a isola con due binari passanti con porte di banchina a piena altezza. In totale le uscite in superficie sono 8.
| Direzione Jangam            | ● Linea 7 | per Jangam                                                |
| Direzione Bupyeong-gucheong | ● Linea 7 | per Nowon, Express Bus Terminal, Onsu e Bupyeong-gucheong |

## Stazioni adiacenti
| «        | Servizio | »       |
| Linea 7  | Linea 7  | Linea 7 |
| -------- | -------- | ------- |
| Suraksan | -        | Nowon   |